# Wisin
Juan Luis Morera Luna (Cayey, Puerto Rico, 19 de desembre de 1978), més conegut com a Wisin, és un cantant de reggaeton, raper i productor discogràfic porto-riqueny, membre del duo de reggaeton Wisin & Yandel. El 2004, va llençar el seu primer àlbum El Sobreviviente i deu anys més tard, el 2014, va llençar el seu segon àlbum en solitari, El Regreso del Sobreviviente.
Wisin va conèixer Yandel a l'escola, començant a actuar com a duo a finals dels anys 1990, fent el seu primer àlbum el 2000 amb Los Reyes del Nuevo Milenio. El 2003 va publicar Mi Vida... My Life, amb Machete Music (subsidiària d'Universal). Després Pa'l Mundo els va catapultar cap a l'èxit el 2005.

## Discografia
Àlbums d'estudi
- 2004: El Sobreviviente
- 2014: El Regreso del Sobreviviente
- 2015: Los Vaqueros: La Trilogía
- 2017: Victory
- 2022: Multimillo, Vol. 1 (Juntament amb: Los Legendarios)